# Bärdä (distrikt)
Bärdä  (azerbajdzjanska: Bərdə) är ett distrikt i Azerbajdzjan. Det ligger i den centrala delen av landet, cirka 230 kilometer väster om huvudstaden Baku. Antalet invånare 2015 var 129 600. Arean är 960 kvadratkilometer.

## Geografi
Terrängen i distriktet Bärdä är platt åt nordost, men åt sydväst är den kuperad.
Trakten kring distriktet består till största delen av jordbruksmark. Runt Bärdä är det ganska tätbefolkat, med 129 invånare per kvadratkilometer.